# Ferocactus herrerae

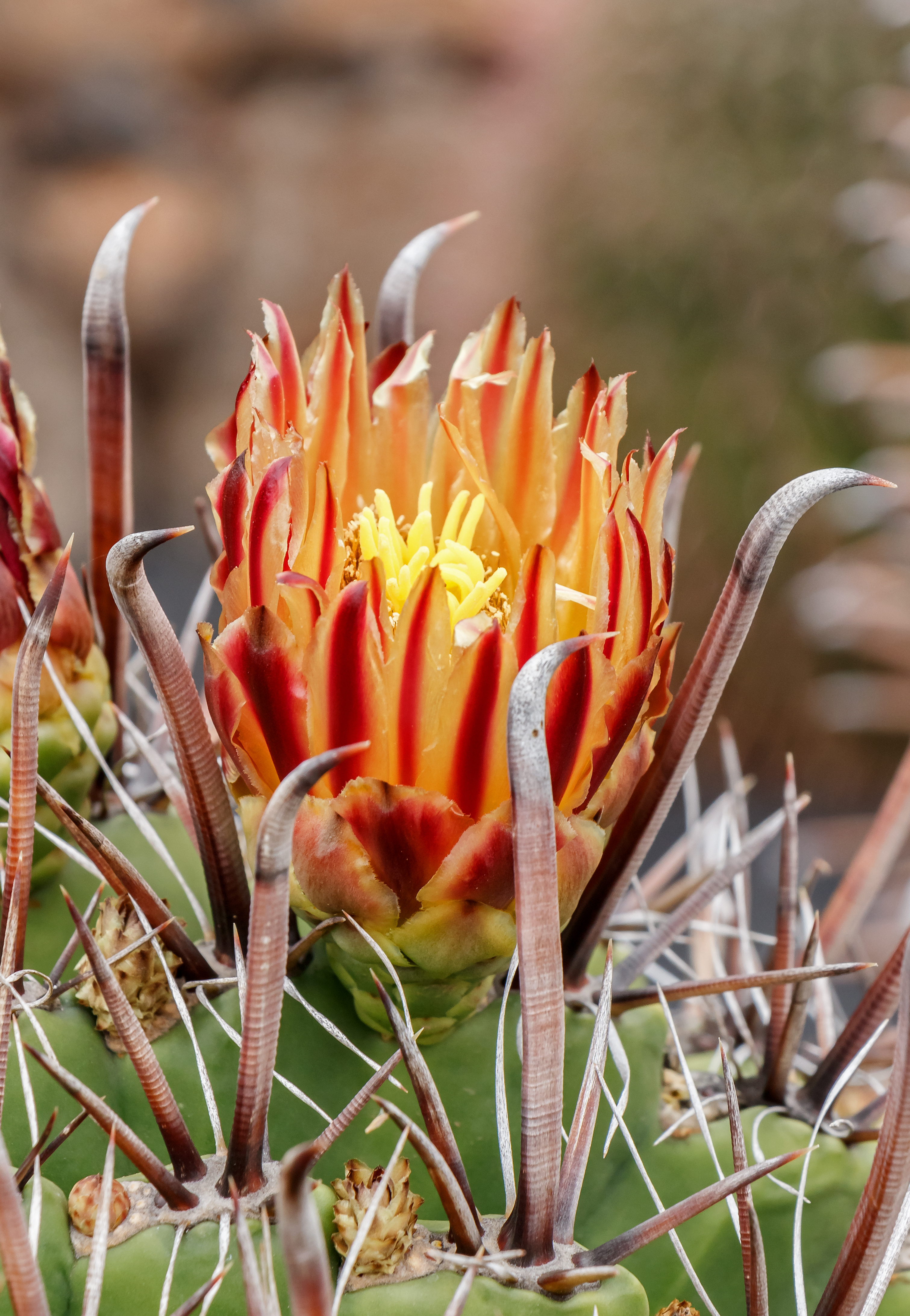
Blüte

Ferocactus herrerae ist eine Pflanzenart aus der Gattung Ferocactus in der Familie der Kakteengewächse (Cactaceae). Das Artepitheton herrerae ehrt den mexikanischen Biologen und Naturforscher Alfonso L. Herrera (1870–1942), der 1923 den zoologischen Garten von Chapultepec gründete.

## Beschreibung
Ferocactus herrerae wächst einzeln mit kugelförmigen bis zylindrischen Trieben und erreicht bei Durchmessern von 45 Zentimetern Wuchshöhen von bis zu 2 Meter. Es sind 13 tiefe, scharfkantige, spiralförmig angeordnete Rippen vorhanden, die anfangs stark gehöckert sind. Die sechs grauen, gerippten Mitteldornen besitzen eine gebogene bis hakenförmige Spitze. Sie sind bis zu 10 Zentimeter lang und 5 Millimeter breit. Die ausstrahlenden, weißen Randdornen sind verdreht.
Die trichterförmigen Blüten sind gelb und besitzen einen roten Mittelstreifen. Sie erreichen eine Länge von bis zu 6 Zentimeter und weisen einen ebensolchen Durchmesser auf. Die etwa 4 bis 6 Zentimeter langen, länglichen,  grünlich gelben Früchte sind fleischig. Sie messen 2,5 bis 3 Zentimeter im Durchmesser und reißen an ihrer Basis auf.

## Verbreitung, Systematik und Gefährdung
Ferocactus herrerae ist in den mexikanischen Bundesstaaten Sonora, Sinaloa und Durango verbreitet.
Die Erstbeschreibung erfolgte 1927 durch Jesús González Ortega. Nomenklatorische Synonyme sind Ferocactus wislizeni var. herrerae (J.G.Ortega) N.P.Taylor (1984) und Ferocactus wislizeni subsp. herrerae (J.G.Ortega) Pilbeam & Bowdery (2005).
In der Roten Liste gefährdeter Arten der IUCN wird die Art als „Vulnerable (VU)“, d. h. als gefährdet geführt.

## Nachweise